# سیمین بهبهانی
سیمین خلیلی معروف به سیمین بـِهْبَهانی (زادهٔ ۲۸ تیر ۱۳۰۶ – درگذشتهٔ ۲۸ مرداد ۱۳۹۳)، معلم، نویسنده، شاعر و غزل‌سرای معاصر ایرانی و از اعضای کانون نویسندگان ایران بود. سیمین بهبهانی در طول زندگی‌اش بیش از ۶۰۰ غزل سرود که در بیست کتاب منتشر شده‌اند. شعرهای سیمین بهبهانی موضوعاتی همچون عشق به میهن، زمین‌لرزه، انقلاب، جنگ، فقر، تن‌فروشی، آزادی بیان و حقوق برابر برای زنان را در بر می‌گیرند. او به خاطر سرودن غزل فارسی در وزن‌های بی‌سابقه به «نیمای غزل» معروف است. سیمین بهبهانی، دو بار در سال‌های ۱۹۹۹ و ۲۰۰۲، نامزد دریافت جایزه نوبل ادبیات شد و همچنین، چندین جایزه بین‌المللی دریافت کرده‌ است.

## زندگی شخصی
سیمین خلیلی معروف به سیمین بهبهانی در ۲۸ تیر ۱۳۰۶ در تهران به دنیا آمد. وی فرزند عباس خلیلی (شاعر و نویسنده و مدیر روزنامه اقدام) و فخرعظما ارغون بود. میرزا حسین میرزاخلیل مشهور به میرزا حسین خلیلی تهرانی که از رهبران مشروطه بود، عموی پدر او و پدربزرگ او علامه ملاعلی رازی خلیلی تهرانی بودند. پدرش عباس خلیلی (۱۲۷۲ نجف - ۱۳۵۰ تهران) به دو زبان فارسی و عربی شعر می‌گفت و حدود ۱۱۰۰ بیت از ابیات شاهنامه فردوسی را به عربی ترجمه کرده بود و در ضمن، رمان‌های متعددی را هم به رشتهٔ تحریر درآورد که همگی به چاپ رسیدند.
مادر او فخرعظما ارغون (۱۲۷۷–۱۳۴۵ ه‍.ش) دختر مرتضی قلی ارغون (مکرم‌السلطان خلعتبری) از بطن قمرخانم عظمت‌السلطنه (فرزند میرزا محمدخان امیرتومان و نبیرهٔ هدایت‌الله خان فومنی) بود. فخر عظمی ارغون فارسی و عربی و فقه و اصول را در مکتبخانه خصوصی خواند و با متون نظم و نثر آشنایی کامل داشت و زبان فرانسوی را نیز زیر نظر یک مربی سوئیسی آموخت. او همچنین از زنان پیشرو و از شاعران موفق زمان خود بود و در جمعیت نسوان وطنخواه عضویت داشت و مدتی هم سردبیر روزنامهٔ آیندهٔ ایران بود. او همچنین عضو کانون بانوان و حزب دموکرات بود و به‌عنوان معلم زبان فرانسه در آموزش و پرورش خدمت می‌کرد. پدر و مادر سیمین که در سال ۱۳۰۳ ازدواج کرده بودند، در سال ۱۳۰۹ از هم جدا شدند و مادرش با عادل خلعتبری (مدیر روزنامهٔ آیندهٔ ایران) ازدواج کرد و صاحب سه فرزند دیگر شد.

### ازدواج
سیمین بهبهانی در سال ۱۳۲۵ با حسن بهبهانی ازدواج کرد و به نام خانوادگی همسر خود شناخته شد. وی از این ازدواج دو پسر با نام‌های علی و حسین و یک دختر به نام امید دارد. ابوالحسن تهامی‌نژاد دوبلور و صداپیشهٔ ایرانی، داماد اوست.
سیمین بهبهانی در سال ۱۳۴۹ از حسن بهبهانی جدا شد و در همان سال با منوچهر کوشیار، که در دوران دانشجویی با او آشنا شده‌بود، ازدواج کرد. کوشیار تیرماه ۱۳۶۳ در اثر عارضهٔ قلبی درگذشت.

نشسته از چپ (ردیف اول): سیمین بهبهانی، مهدی اخوان ثالث، ابوالحسن نجفی، محمدعلی سپانلو و شهرزاد سپانلو؛ ایستاده: اسماعیل نوری‌علا؛ نشسته از چپ (ردیف دوم): نعمت آزرم، حسن پستا، محمود مشرف آزاد تهرانی، ۱۳۵۹

## زندگی حرفه‌ای

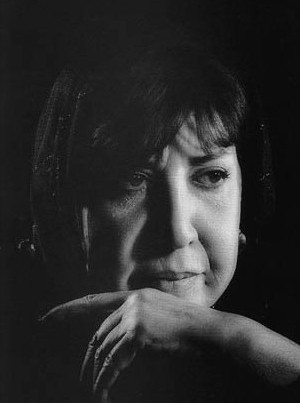
سیمین بهبهانی

او سال‌ها در آموزش و پرورش با سمت دبیری کار کرد. سیمین بهبهانی سی سال (از سال ۱۳۳۰ تا سال ۱۳۶۰) تنها به تدریس اشتغال داشت و شغلی مرتبط با رشتهٔ حقوق را قبول نکرد.
در سال ۱۳۴۲ خورشیدی او از اعضای اصلی انجمن ادبی ایران درآمد و جزو معدود زنان عضو این انجمن قرار گرفت.
در ۱۳۴۸ به عضویت شورای شعر و موسیقی درآمد. سیمین بهبهانی، هوشنگ ابتهاج، نادر نادرپور، یدالله رؤیایی، بیژن جلالی و فریدون مشیری این شورا را اداره می‌کردند. سیمین بهبهانی پیش از انقلاب ۱۳۵۷ مدتی عضو شورای موسیقی رادیو و تلویزیون ملی ایران بود. او برای رادیو ترانه هم شعر می‌سرود. او در سال ۱۳۵۷ عضویت در کانون نویسندگان ایران را پذیرفت.
خوانندگان بسیاری چون محمدرضا شجریان، همایون شجریان، لیلا فروهر، الهه، اکبر گلپایگانی، داریوش، ایرج، عارف، سپیده، کورس سرهنگ‌زاده، رامش، عهدیه، سیما بینا، پوران، دلکش، مرضیه و… سروده‌های وی را خوانده‌اند.
در ۱۳۷۸ سازمان جهانی حقوق بشر در برلین مدال کارل فون اوسی یتسکی را به سیمین بهبهانی اهدا کرد. در همین سال سازمان دیده‌بان حقوق بشر نیز جایزه لیلیان هیلمن / داشیل هامت را به وی اعطا کرد. در سال ۱۳۸۶ نخستین دورهٔ جایزهٔ بیتا برگزار و جایزه به سیمین بهبهانی اهدا شد.
در ۷ شهریور ۱۳۹۲ جایزهٔ یانوش پانونیوش (Janus Pannonius) از سوی انجمن قلم مجارستان، در شهر پچ کشور مجارستان با حضور سیمین به وی اهدا شد. این جایزه شامل تندیس و پنجاه هزار پوند بود. در این مراسم، فرزانه میلانی مترجم آثار سیمین به زبان انگلیسی نیز حضور یافت.
سیمین شعر معروف «دوباره می‌سازمت وطن» را در سال ۱۳۵۹ سرود. این ترانه توسط داریوش اقبالی خوانندهٔ ایرانی اجرا شد و همچنین شعر امشب اگر یاری کنی با صدای لیلا فروهر در سال ۱۳۹۱ اجرا شد.
باراک اوباما رئیس‌جمهور ایالات متحده آمریکا در پیامی تلویزیونی به ایرانیان به مناسبت فرارسیدن نوروز ۱۳۹۰، ترجمه‌ای انگلیسی از غزل دوباره می‌سازمت وطن سیمین بهبهانی را خواند.
قدمعلی سرامی از دوستان سیمین بهبهانی شعر وی را اینگونه توصیف کرده‌است: «سیمین همان‌طور که نتوانست از شعر اجتماعی و غزل یکی را برگزیند و ناگزیر غزل خود را به اجتماع پیوند زد، نتوانست از میان نو و کهن نیز یکی را برگزیند؛ بنابراین کوشید تا این دو را نیز در هم بیامیزد و این آمیزش در غزل‌های او با ظرافت صورت گرفته‌است، منتهی در غزل‌های این دو مجموعهٔ پسین، سیمین قالب را از قدما وام گرفت و محتوا و اندیشه‌ها و مضامین را از روزگار خویش. او به‌جای این‌که قالب این خشت را در آتش بیفکند و خشت نو از قالب دیگر بزند، قالب کهنه را نگه داشت؛ اما خشت نو زد، به همین دلیل غزل‌های او به غزل‌های شاعران نوپردازی همچون نادر نادرپور، فریدون توللی و سایه نزدیک‌تر است تا به غزل‌های کهنه‌سرایان این سال و زمانه.»

## فعالیت‌های اجتماعی
سیمین بهبهانی در سال ۱۳۶۷ و در بحبوحهٔ اعدام دسته‌جمعی زندانیان عقیدتی سیاسی ایران در تابستان ۱۳۶۷ شعری را با عنوان "ای مادران" سرود.
سیمین بهبهانی در تجمع اعتراضی جنبش زنان ایران در پارک دانشجو مورد حملهٔ مأموران نیروی انتظامی قرار گرفت. وی از مأموری که او را مورد ضرب و شتم قرار داده بود، به قوه قضائیه شکایت کرد اما در نهایت به گفتهٔ نسرین ستوده، وکیل سیمین بهبهانی «پرونده بسته شد».

«نه مرده‌ای، نه می‌میری
همیشه زنده می‌مانی، حیات جاودان داری
ندای خلق ایرانی.»
سیمین بهبهانی در وصف ندا آقاسلطان.

سیمین بهبهانی در تاریخ ۱۰ شهریور ۱۳۸۷، در اعتراض به «لایحه حمایت از خانواده» به‌همراه جمعی از فعالان حقوق زنان در مجلس شورای اسلامی حضور یافت و خطاب به نماینده‌ای گفت: «آقا جان من به شما رأی ندادم، چون اصلاً مجلس شما را قبول ندارم، اما آمده‌ام این‌جا به شما بگویم که به مردمی که به‌تان رأی داده‌اند، خیانت نکنید و اجازه ندهید مجلس لایحه‌ای را تصویب کند که به ضد زنان ایران است».
بهبهانی، در روز ۱۷ اسفند ۱۳۸۸، هنگامی که قرار بود برای انجام معالجات پزشکی و سخنرانی در روز جهانی زنان به پاریس برود، با ممانعت مأموران امنیتی روبرو شد. مأموران با توقیف گذرنامه‌اش در فرودگاه، به او اعلام کردند که «ممنوع‌الخروج است». مترجم انگلیسی بهبهانی، فرزانه میلانی، از بازداشت و بازجویی چند ساعته از او در سن ۸۲سالگی و در حالی‌که تقریباً نابینا شده بود، ابراز شگفتی کرد.
سیمین بهبهانی تا هنگام مرگ، ریاست افتخاری هیئت امنای کتابخانه صدیقه دولت‌آبادی را بر عهده داشت.

## بیماری و درگذشت

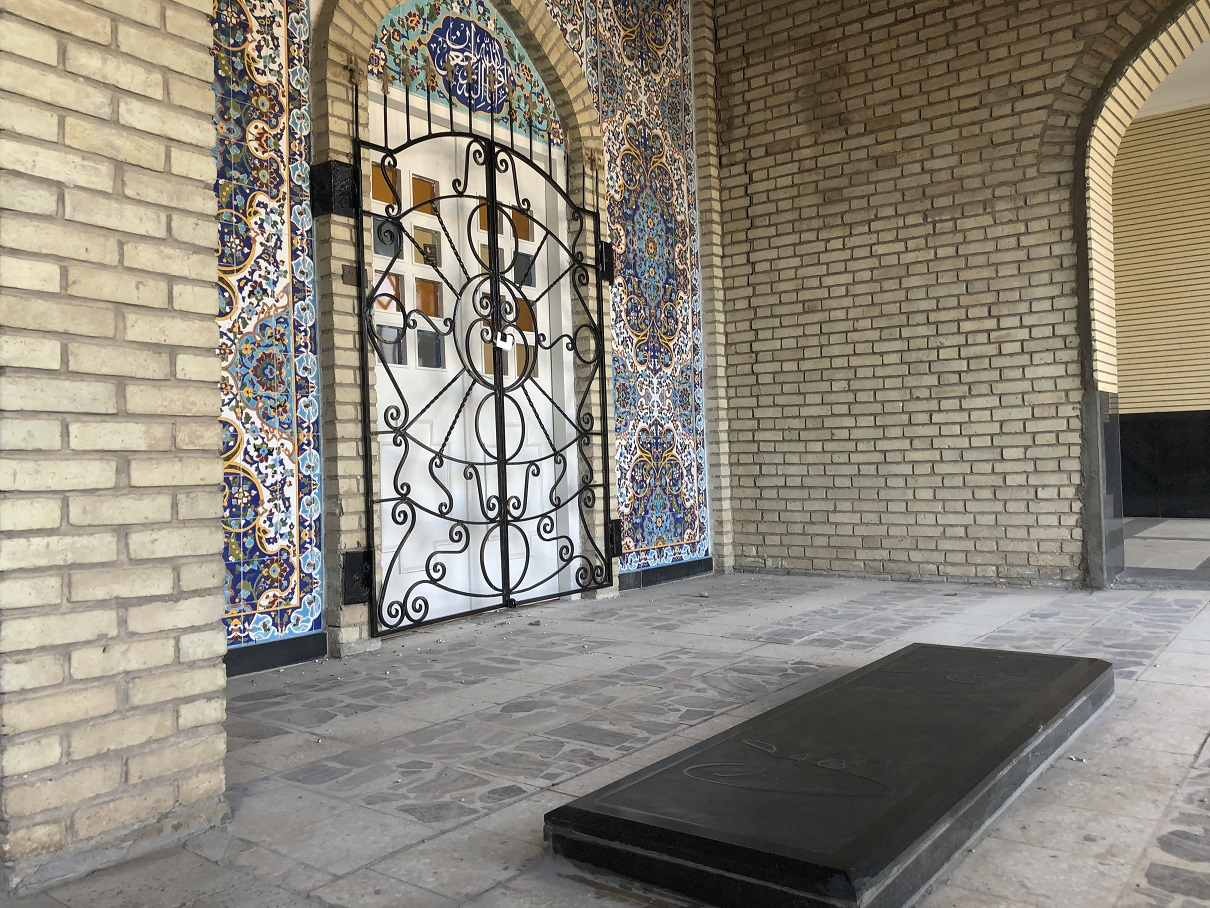
مقبرهٔ سیمین بهبهانی واقع در آرامگاه خانوادگی وی

سیمین بهبهانی که به‌علت بیماری قلبی ریوی در بیمارستان پارس تهران بستری بود، از ۱۵ مرداد در کما به سر می‌برد و سرانجام ساعت یک بامداد روز سه‌شنبه، ۲۸ مرداد ۱۳۹۳ خورشیدی، در سن ۸۷ سالگی درگذشت. پیکر او با حضور مردم و ادیبان و هنرمندان از مقابل تالار وحدت تشییع شد و در بهشت زهرا در مقبرهٔ خانوادگی و کنار پدرش به خاک سپرده شد.

### تشییع و خاک‌سپاری
بزرگداشت از خانم بهبهانی، تجلیل از شعر است و شعر با وجود پیشرفت هنرهای دیگر هنوز برای ما ایرانیان گویاترین آیینهٔ احساس است. این موضوع حتی شاید جای تأسف داشته باشد؛ چراکه در جوامع مدرن عکس این موضوع اتفاق می‌افتد. خانم بهبهانی به‌نوعی عصاره شعر و دنبالهٔ سنت شعر فارسی هستند. شعر ایشان تاریخ‌نگاری روح جمعی ما ایرانیان است. نیما دربارهٔ شعر حافظ گفته‌است: «شعر حافظ موسیقی روح ایرانی است»، شعر خانم بهبهانی هم با روح و روان و اتفاق‌های اجتماعی ما تنظیم شده‌است و این دلیل مقبولیت ایشان است. در غزل‌های ایشان تنوع مضمون و تکثر موضوعی دیده می‌شود. اساساً غزل برای چنین ظرفیت‌هایی ساخته نشده‌است و ایشان این ظرفیت‌ها را ایجاد کردند. علی‌محمد حق‌شناس، که خدایش بیامرزد، دربارهٔ ایشان گفتند: نیمای غزل؛ سیمین

صبح جمعه ۳۱ مرداد ۱۳۹۳ در مراسم تشییع و خاک‌سپاری سیمین بهبهانی جمعیت بزرگی از دوستداران و طرفدارانش به تالار وحدت آمده بودند. در این مراسم شخصیت‌های شناخته‌شده‌ای همچون محمود دولت‌آبادی، جواد مجابی، محمدرضا شجریان، شهرام ناظری، همایون شجریان، صدیق تعریف، ابوالحسن تهامی‌نژاد (دوبلور و داماد سیمین بهبهانی) و علی بهبهانی پشت تریبون رفتند و دربارهٔ او سخنانی گفتند. شهرام ناظری غزل «دوباره می‌سازمت وطن» و همایون شجریان غزل «رفت آن سوار کولی» سیمین بهبهانی را به آواز خواندند. در این مراسم حاضران بارها سرودهای «مرغ سحر» و «مرا ببوس» را با هم خواندند و در برخی مواقع با صدای دست، شعار «سیمین بهبهانی در دل ما می‌مانی» و «سیمین بهبهانی هویت ایرانی» را سر دادند.
پیکر سیمین بهبهانی سرانجام در آرامگاه شمارهٔ ۷۲ بهشت زهرا (آرامگاه خاندان پدرش) به خاک سپرده شد.
به ادعای داماد بهبهانی، او در وصیت خود گفته بود مرا یا در امامزاده طاهر کنار شوهر و نوه‌ام یا در آرامگاه خانوادگی کنار گور پدرم در بهشت زهرا به خاک بسپارید و فرزندانش گزینهٔ دوم را انتخاب کردند.
اما بنا بر ادعای فریبرز رئیس‌دانا پس از مرگ سیمین بهبهانی در بامداد روز سه‌شنبه، فرزندان او برای انجام وصیت‌اش که دفن‌شدن در کنار همسر و نوه‌اش در گورستان امامزاده طاهر بود تلاش فراوان کردند. اما اجازهٔ دفن سیمین بهبهانی در این مکان که برخی اعضای کانون نویسندگان ایران همچون محمد مختاری و احمد شاملو نیز در آن آرمیده بودند، توسط شهرداری کرج و دولت داده نشد. تلاش‌ها برای اجرای وصیت سیمین بهبهانی باعث شد تا پیکر او سه روز در بیمارستان بماند و روز جمعه ۳۱ مرداد ۱۳۹۳ از مقابل تالار وحدت تشییع و در بهشت زهرای تهران دفن شود در حالی که پسر او قبلاً به خبرگزاری‌ها گفته بود سیمین بهبهانی از مقابل در خانه‌اش تشییع خواهد شد.
با یادداشتی که فریبرز رئیس‌دانا با ادعای انعکاس نظر کانون نویسندگان ایران در صفحهٔ فیس‌بوک خود منتشر کرد، اعضای کانون، مراسم تشییع سیمین بهبهانی را تحریم کردند. خبر تشییع پیکر سیمین بهبهانی از تالار وحدت باعث شد که تعدادی از شاعران سرشناس عضو کانون نویسندگان همچون سید علی صالحی و محمدعلی سپانلو در مراسم تشییع و خاکسپاری شرکت نکنند. رئیس‌دانا در جایی از نوشتهٔ خود مدعی شده بود: «سخنرانان در مراسم تشییع سیمین بهبهانی تعیین شده‌اند و از کانون نویسندگان، کسی اجازهٔ سخنرانی در این مراسم را ندارد.» او همچنین افزوده بود: «من و تقریباً همهٔ دوستان کانون به انتخاب خودشان با تو از همین‌جا بدرود می‌گوییم و به احترام نام بلندت که خاتون غزل آزادی و از سرداران کانون نویسندگان ایران بودی در مراسم فردا و هیچ‌یک از مراسم تحمیلی ریاکارانه از این دست شرکت نخواهیم کرد.».
رئیس‌دانا در مصاحبهٔ بعدی خود گفت که «در این مورد، نظر شخصی خود را گفته و نمایندهٔ نظر کانون نبوده‌است». او افزود که «می‌دانم که تصمیم نهایی در این مورد با خانوادهٔ محترم ایشان است اما قرار محل تشییع و تدفین، بدون مشورت با اعضای کانون گذاشته شده و آگهی گردیده‌است.»

## نمونه شعر

### دوباره می‌سازمت وطن
| دوباره می‌سازمت، وطن!    |  | اگرچه با خشت جان خویش   |
| ستون به سقف تو می‌زنم    |  | اگرچه با استخوان خویش   |
| دوباره می‌بویم از تو گل  |  | به میل نسل جوان تو      |
| دوباره می‌شویم از تو خون |  | به سیل اشک روان خویش    |
| دوباره یک روزِ روشنا     |  | سیاهی از خانه می‌رود     |
| به شعر خود رنگ می‌زنم    |  | زِ آبی یِ آسمان خویش      |
| اگرچه صدساله مرده‌ام     |  | به گور خود خواهم ایستاد |
| که بردَرَم قلب اهرمن      |  | زِ نعرهٔ آن چنان خویش     |
| کسی که «عظم رمیم» را    |  | دوباره انشا کند به لطف  |
| چو کوه، می بخشدم شکوه   |  | به عرصهٔ امتحان خویش     |
| اگرچه پیرم، ولی هنوز    |  | مجال تعلیم اگر بُوَد      |
| جوانی آغاز می‌کنم        |  | کنار نوباوگان خویش      |
| حدیث «حُبُّ الوَطَن» ز شوق   |  | بدان روِش ساز می‌کنم      |
| که جان شود هر کلام دل   |  | چو برگشایم دهان خویش    |
| هنوز در سینه آتشی       |  | به جاست کز تاب شعله اش  |
| گمان ندارم به کاهشی     |  | زِ گرمی یِ دودمان خویش    |
| دوباره می‌بخشی ام توان   |  | اگر چه شعرم به خون نشست |
| دوباره می سازمت به جان  |  | اگر چه بیش از توان خویش |

این شعر از مشهورترین غزل‌های سیمین بهبهانی است. بهبهانی این شعر را اسفند سال ۱۳۶۰ سرود و به بانوی قصهٔ فارسی، سیمین دانشور پیشکش کرد. این غزل در دفتر «دشت ارژن» سیمین بهبهانی به چاپ رسیده‌است.
در سال ۱۳۸۲ داریوش اقبالی ابیاتی از این شعر را به آواز خواند که اثری بسیار موفق شد.
- یک متر هفتاد صدم

| یک متر هفتاد صَدُم افراشت قامت سخنم       |  | یک متر و هفتاد صدم از شعر این خانه منم |
| یک متر و هفتاد صدم پاکیزگی ساده دلی     |  | جان دل‌آرای غزل جسم شکیبایی زنم         |
| زشت است اگر سیرت من خود را در آن می‌نگری |  | هیها که سنگم نزنی آینه ام می‌شکنم       |
| از جای برخیزم اگر پر سایه ام بیدبنم     |  | بر خاک بشینم اگر فرش ظریفم چمنم        |
| یک مغز و صد بیم عصص فکر است در چارقدم   |  | یک قلب و صد شور هوس شعر است در پیرهنم  |
| بر ریشه ام تیشه مزن! حیف است افتادن من  |  | در خشکساران شما سَروم، بلوطم، چمنم      |
| ای جملگی دشمن من! جز حق چه گفتم به سخن؟ |  | پاداش دشنام شما آهی به نفرین نزنم      |
| انگار من زادمتان کژتاب بدخوی و رمان     |  | دست از شما گر بکشم مهر از شما برنکنم   |
| انگار من زادمتان ماری که نیشم بزند      |  | من جز مدارا چه کنم با پاره جان تنم     |
| هفتاد سال این گُل جا ماندم که از کف نرود |  | یک متر هفتاد صدم :گورم به خاک وطنم     |

## جایزه‌ها و افتخارات
- ۱۹۹۸ - جایزهٔ «هلمن-همت گرانت» دیده‌بان حقوق بشر
- ۱۹۹۹ - «مدال کارل فون اوسیتسکی»
- ۲۰۰۶ - جایزهٔ آزادی بیان اتحادیهٔ نویسندگان نروژ
- ۲۰۰۹ - شاعر برندهٔ جایزهٔ mtvU[۴۲]
- ۲۰۱۳ - «جایزهٔ شعر یانوس پانونیوس» از انجمن قلم مجارستان